# لباس صائق
اللباس الصائق هو لباس يثبت على الجسم عادةً عن طريق شد مرن باستخدام نوع من الألياف المطاطية. ظهرت الألياف المطاطية التجارية مثل الإيلاستين (العلامة التجارية العالمية ليكرا) في السوق في عام 1962، وأحدثت ثورة في العديد من مجالات صناعة الملابس. يمكن صناعة مجموعة متنوعة من الملابس على أنها ألبسة صائقة.

## الأنواع
- بذلة الجسم.
- جورب جسم.
- جورب نسائي.
- حزاك.
- طماق.
- قصيف.
- لباس سباحة.
- لباس لثئي.
- ملابس رياضية.